# الحجيرات (اليمن)
الحجيرات قرية من قرى تسيع عزلة غشم أحد تسع عزل المكونة لقبيلة بني صريم ـ حاشد. تتبع إداريا مديرية خمر في محافظة عمران.
يبلغ عدد سكانها تقريبا 1443 نسمة تقريبا حسب تعداد سكان اليمن 2004
```
 تضم القرية منطقتين رئيسيتن تتفرع منها مناطق فرعية وهي حجيرات شرقي(الجبل) وحجيرات غربي.
```

تتبعها القرى الفرعية التالية:
- ✾قرية حجيرات شرقي(الجبل)وتتكون من الاتي :
- الحدبة
- ضلعة الشيخ
- القشيبة
- الجفرات
- الوصلات
- ✾قرية حجيرات غربي وتتكون من الاتي :
- الضلعة الحمراء
- المواسم
- العيانة
- اقسام عباس
- عصال علي
- مطاربة
- الغرقة
- وازنة
- المصنعة
- المحجل
- التمنية
- الغراء
- الحضيرة
- المسنب
- الراشـد
- القبلي
- بضيع
- العميش
- مناصبة
- الحقوة

من أهم المناطق الطبيعية فيها محمية جزبة التي تحتوي حيوانات نادرة منها النمر العربي ونباتات نادرة أيضا.